# Čínská anexe Tibetu
Tibet byl anektován Čínskou lidovou republikou poté, co tibetská vláda podepsala Sedmnáctibodovou dohodu, kterou 14. dalajlama ratifikoval 24. října 1951, ale později ji zamítl na základě toho, že dal svůj souhlas pod nátlakem. Stalo se tak po pokusech tibetské vlády získat mezinárodní uznání, úsilí o modernizaci své armády, jednání mezi vládou Tibetu a ČLR a vojenském konfliktu v oblasti Čhamdo na západě Khamu v říjnu 1950.

## Průběh

### Invaze
Poté, co vyšli vítězně z čínské občanské války komunisté. 25. října 1950 Čínská lidová republika oficiálně oznámila, že „jednotky Čínské lidové osvobozenecké armády“ dostaly rozkaz k pochodu na Tibet, aby „osvobodily tři miliony Tibeťanů od imperialistického útlaku a upevnily národní obranu na západní hranici Číny.“ Toto oznámení ovšem bylo učiněno poněkud pozdě, protože čínské vojsko do Tibetu bez upozornění vtrhlo již 7. října. Na hlavní město východního Tibetu Čhamdo z osmi směrů zaútočilo čtyřicet tisíc čínských vojáků. Malá tibetská armáda, kterou tvořilo osm tisíc vojáků a domobrany, byla poražena. Po dvou dnech bylo Čhamdo obsazeno a místní guvernér zajat. Při této invazi přišlo o život přes čtyři tisíce tibetských vojáků, podle tajemníka komunistické strany Číny pro Tibet bylo během invaze zabito 5700 „nepřátel“.
Indická vláda 26. října 1950 u vlády ČLR protestovala proti použití síly v Tibetu a prohlásila, že invaze není v zájmu Číny, ani míru. 6. listopadu Velká Británie vyslovila nad čínskou invazí a použitím síly hlubokou lítost a „plně podpořila stanovisko, které zaujala vláda Indie.“ Řada dalších zemí, včetně Spojených států, vyjádřila souhlas s postojem Indie.
Svůj vpád do Tibetu v roce 1950 Čína vykládá jako „osvobození Tibetu od imperialistů a feudálního systému“. Těmito argumenty se snažila dokázat, že v žádném případě nešlo o invazi, ale o mírové osvobození. Podle ČLR tato armáda „bez násilí osvobodila“ Tibet se souhlasem jeho lidu a institucí a obnovila jeho plně integrovaný status, který, jak ČLR prohlašuje, zde existoval po celá staletí před přechodným slabým obdobím Číny v letech 1911–1950, před založením ČLR. Co se týče argumentu souhlasu tibetského lidu a institucí s nenásilným osvobozením, rozhodně se nedá tvrdit, že by tibetský lid dobrovolně přijal, nebo snad dokonce uvítal vpád vojenských jednotek a následnou okupaci svého území. Tibetská vláda se svým nepočetným a zcela nevybaveným vojskem v podstatě neměla na výběr, pokud chtěla zachránit tibetský lid před dalším masovým vybíjením a pleněním, když jí byla vnucována Sedmnáctibodová dohoda, která ustanovila čínskou nadvládu nad Tibetem. Co se týče dalšího čínského argumentu „osvobození Tibetu od imperialistických vlivů“, ten rovněž poukazuje na smyšlenou konstrukci Číny v pokusu ospravedlnit se před celým světem. Veškeré mocnosti, které měly v té době v Tibetu nějaký vliv, se do jeho vnitřních záležitostí nevměšovaly, a pro Tibet plnily spíše funkci ochránce před čínskými nároky, než že by stály v postavení utlačovatelských mocností. Navíc v době před invazí se Velká Británie stahovala na své rodné ostrovy a Indie se věnovala vlastním problémům.

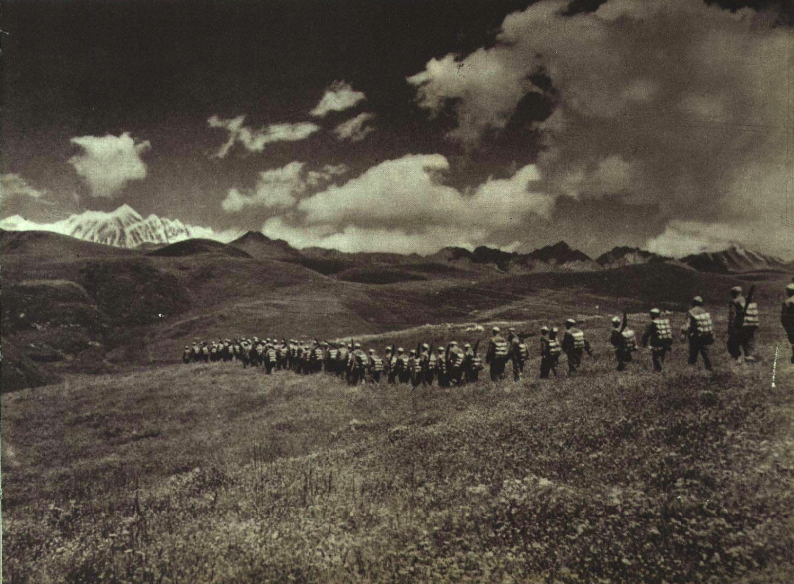
Čínští vojáci pochodují k Tibetu, 1950

Tibetští představitelé poslali generálnímu tajemníkovi OSN výzvu, ve které žádali o oficiální reakci OSN. Vyslovili zde protest proti čínské invazi, a nazvali ji flagrantním aktem agrese. Prohlásili, že nejsou schopni vzdorovat čínské invazi a navrhli přátelská jednání s čínskou vládou. Prostřednictvím této výzvy se také obrátili na všechny národy světa, aby zakročily v jejich prospěch a čínskou agresi zastavily. 17. listopadu 1950 zástupce El Salvadoru, jako jediný z delegátů, oficiálně předložil generálnímu tajemníku OSN žádost, aby otázka agrese vůči Tibetu byla zařazena na pořad jednání OSN.
Tibet se ocitl v zoufalé situaci. Vojenská okupace východního a severního Tibetu, poražení a zničení malé armády, postup dalších desítek tisíc vojáků „čínské lidové osvobozenecké armády“ do vnitrozemí a chybějící aktivní podpora mezinárodního společenství je přiměly k rozhodnutí poslat do Pekingu delegaci, která se měla pokusit jednat s novým čínským vedením. V dubnu 1951 byla do Pekingu vyslána pětičlenná delegace, která byla tibetskou vládou pověřena předložit tibetský postoj a vyslechnout čínské stanovisko. Delegaci však nebylo uděleno tibetskými vládními orgány zplnomocnění uzavírat smlouvy. Měla vládě pouze předat všechny diskutované otázky. Číňané předložili k projednání návrh smlouvy, který byl pro tibetskou delegaci nepřijatelný. Čínští zástupci však otevřeně delegátům objasnili, že tato verze smlouvy je konečná. Tibetskou delegaci oslovovali urážlivými a nevlídnými výrazy a zastrašovali psychickým násilím. Žádné další vyjednávání nebylo umožněno a tibetské delegaci bylo zabráněno v kontaktu s dalajlamou a tibetskou vládou i v obdržení jejich instrukcí. Tibetská delegace tak stála před rozhodnutím, zda podepsat dohodu na vlastní odpovědnost nebo přijmout zodpovědnost za okamžitý vojenský postup na Lhasu. Pod čínským tlakem a pohrůžkami dalšího postupu čínských vojsk do vnitrozemí Tibetu nakonec delegáti v Pekingu 23. května 1951 podepsali tzv. „Dohodu o opatřeních k mírovému osvobození Tibetu“, která vešla ve známost pod názvem „Sedmnáctibodová dohoda“. Delegáti varovali Číňany, že dohodu podepisují pouze v rámci své osobní způsobilosti a nemají žádnou pravomoc zavazovat k dohodě dalajlamu ani tibetskou vládu, které tudíž nemohou přimět k akceptování a dodržování smlouvy. Ani to však neodradilo Číňany od uspořádání slavnostního ceremoniálu podpisu smlouvy a oznámení světu, že byla vzájemně stvrzena smlouva „o mírovém osvobození Tibetu“. Číňané po podpisu dohody dokonce padělali duplikáty tibetských pečetí a přinutili delegáty, aby jimi dokumenty zpečetili, čímž tomuto dokumentu zdánlivě dodali potřebnou autenticitu. Tibet i samotný dalajlama se o podpisu smlouvy dozvěděli až ve chvíli, kdy její plné znění oznamovalo rádio Peking, 27. května 1951. Všechny tyto události jsou právě pro českého čtenáře citlivé, protože téměř přesně předznamenávají agresi vojsk Varšavské smlouvy v srpnu 1968 do ČSSR.
Není tedy pravda, že na základě této smlouvy přešla tibetská suverenita na Čínu. Za prvé ani Čína si právo na Tibet neodvozuje od jeho dobytí, tedy od podpisu této dohody, ale na základě svých historických práv. Za druhé, uzavření dohody bylo právně neplatné a tibetská exilová vláda v roce 1959, při první příležitosti tak učinit, odmítla smlouvu dodržovat pro její neplatnost, protože byla uzavřena pod nátlakem. Samozřejmě Čína se ve svých oficiálních dokumentech odvolává na to, že Tibeťané smlouvu podepsali dobrovolně, ale veškeré dokumentace kromě čínských se v této otázce jednoznačně vyslovují ve prospěch Tibetu. Dalším důkazem bezcennosti této smlouvy je fakt, že již od samého počátku jejího vzniku nebyla Číňany vůbec dodržována a v podstatě do dnešní doby je stále porušována.
Přímo k Sedmnáctibodové smlouvě se vyjádřila Mezinárodní komise právníků ve své zprávě z roku 1960: „Tibet se své nezávislosti vzdal v roce 1951 podepsáním Dohody o mírových opatřeních pro osvobození Tibetu. Podle této dohody se Čínská lidová republika zavázala k řadě povinností, mezi nimiž je také slib, že bude zachováno existující politické zřízení v Tibetu, status a funkce dalajlamy a pančhenlamy, zavázala se k ochraně svobody náboženství a klášterů a zdržet se násilných reforem v Tibetu. Komise shledala, že tyto a jiné závazky byly Čínskou lidovou republikou porušeny a že tibetská vláda měla právo na vypovězení této Dohody, což také učinila dne 1. března 1959.“
V roce 1951 proběhla debata o definici agrese v Komisi pro mezinárodní právo, jejímž výsledkem byly závěry ve formě „Souhrnného záznamu“. Komise v rámci této diskuse dvakrát přímo zmínila intervenci Číny v Tibetu. O hodnocení aktu ČLR jako agrese svědčí mj. toto: V jednom z návrhů jednání Komise byla agrese definována pouze jako použití síly, nepočítalo se v něm s hrozbou síly či jinými možnostmi. K tomuto návrhu se Komise vyjádřila: „Byl to znovu typický případ výčtu, který obchází další způsoby. Nic kromě fyzického útoku, použití ozbrojené síly, zde neustanovilo agresi. Kromě toho výsledkem této definice by bylo ospravedlnění států, které v posledních patnácti letech mezinárodním veřejným míněním byly označovány jako agresoři pro takové činy jako například německý anšlus Rakouska v roce 1938, anexe Československa hitlerovským Německem v roce 1939 a stále více v poslední době Čína a její intervence Ústřední lidové vlády Čínské lidové republiky v Tibetu. Kdyby Komise schválila tuto definici, celá řada činů, odsuzovaných veřejným míněním a odporující morálce, by nebyla považována za agresi.“

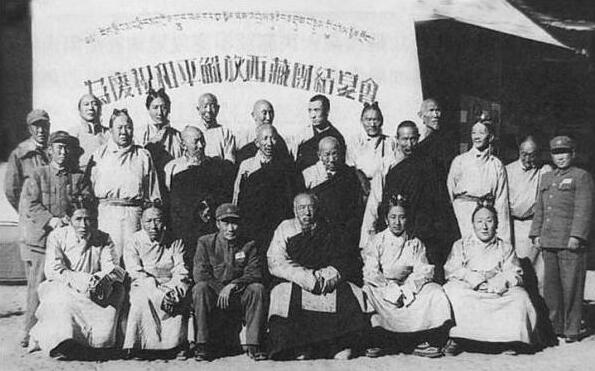
Čínští a tibetští představitelé oslavují „osvobození“ Tibetu, 1951

Také Mezinárodní konference právníků z roku 1993 se k daným otázkám staví zcela jednoznačně: „Podle tibetské vlády v exilu čínská lidová osvobozenecká armáda představuje okupační armádu. Vstoupila do Tibetu, který byl podle mezinárodního práva nezávislým státem, čímž se dopustila aktu agrese. Od té doby okupuje Tibet v rozporu s přáním tibetského lidu. Tím tedy porušila mezinárodní právo a jako jeden z následků odpírá lidu nezávislého tibetského státu právo na sebeurčení, které Tibet požíval před tímto aktem agrese. Účastníkům konference byla předložena celá řada materiálů a důkazů potvrzujících tento názor.“ Dále závěrečná zpráva konference uvádí: „z důvodu aktu agrese a vojenské okupace byl tibetskému lidu odmítnut výkon práva na sebeurčení. Závěry konference se tedy přiklánějí k tomu, že od vojenského vstupu v roce 1949–50 byl Tibet pod cizineckou okupací a nadvládou ČLR a jeho řízení neslo charakteristiky despotické koloniální administrativy.“ V rámci svých závěrečných doporučení tato konference „nařizuje, aby tyto závěry a doporučení byly postoupeny pozornosti Generálního tajemníka Organizace spojených národů, vládě Čínské lidové republiky, tibetské vládě v exilu, ostatním vládám a důležitým mezivládním a nevládním organizacím, aby mohlo být okamžitě postupováno podle závěrů a doporučení této konference.“
ČLR zdůvodňuje znovuovládnutí Tibetu také tak, že jde o ovládnutí strategicky významného území, které se již v minulosti několikrát nacházelo pod čínskou suverenitou a jež nyní bylo nárazníkovým pásmem mezi Čínou a Indií.

### Následky
Vládce Tibetu, patnáctiletý čtrnáctý dalajláma, zůstal i po čínské anexi loutkovou hlavou Tibetu. Ve druhé polovině padesátých let se situace značně zhoršila. Ve snaze vymýtit z Tibeťanů buddhismus, jejich hlavní smysl života, Číňané odsvěcovali chrámy, kláštery a posvátná místa, tibetské děti odebírali rodičům a posílali je do Číny k převýchově, věznili tibetské mnichy a odpůrce režimu. V roce 1956 ve východních provinciích Kham a Amdo propukly otevřené boje. O tři roky později se povstání rozšířilo po celém Tibetu a vyvrcholilo masovými demonstracemi ve Lhase v březnu 1959. Desítky tisíc Tibeťanů byly zmasakrovány „čínskou lidovou osvobozeneckou armádou“. 10. března 1959 byl dalajlama čínským velitelstvím pozván na divadelní představení ve vojenské základně, přičemž nesměl být doprovázen osobní stráží. Pod vlivem vícero předchozích únosů lamů a důležitých osobností z čínských slavností, se tibetský lid obával, že Číňané zamýšlejí únos dalajlamy. Ještě týž den se před dalajlámovým palácem Norbulingka konala obrovská demonstrace, lid požadoval odchod Číňanů a obnovení úplné nezávislosti. Dalajlama nařídil rozpuštění demonstrace, ale poté co vypukly další otevřené boje a byly krvavě potlačeny, dalajlama viděl, že snaha dohodnout se s Číňany je marná. Rozhodl se proto uprchnout do Indie a odtamtud žádat o mezinárodní pomoc pro záchranu svého lidu. V noci 17. března tajně a v přestrojení uprchl z Lhasy. Po jeho odchodu začali Číňané provádět veškeré reformy co nejradikálněji. V průběhu dalších měsíců emigrovalo do Indie, Nepálu, Bhútánu a Sikkimu asi osmdesát tisíc Tibeťanů, po celém území Tibetu se vyhrotily represe, v rámci kterých bylo usmrceno asi dvanáct tisíc Tibeťanů . Vedení povstalců v provincii Kham se také obrátilo s žádostí o podporu na Ústřední zpravodajskou službu (CIA); CIA ale na pokyn presidenta USA Dwight D. Eisenhowera trvala na tom, že požaduje oficiální žádost ze Lhasy. Nakonec však CIA začala poskytovat skrytou podporu povstání i bez prosby z Lhasy, která se mezitím naplnila uprchlíky z provincií Amdo a Kham, kde povstání začalo. Podle čínských dokumentů se odhaduje, že bylo při potlačení povstání zabito asi 85000 Tibeťanů.
V Indii bylo dalajlamovi připraveno vřelé uvítání, státníci z mnoha zemí mu posílali dopisy s vyjádřením radosti nad jeho bezpečným příchodem a soucitu s tragickými událostmi v jeho zemi. Požádal o politický azyl, v dubnu ustanovil v Mansúrí v severní Indii Tibetskou exilovou vládu a začal podnikat kroky k mezinárodní pomoci. Dalajlamou a exilovou vládou byla vydána četná prohlášení o tom, že čínská správa nebude tibetským lidem nikdy uznána, že jsou připraveni mírově a přátelsky řešit situaci za předpokladu cizího nevměšování do tibetských záležitostí, prohlásili Sedmnáctibodovou dohodu za neplatnou, jelikož byla uzavřena pod nátlakem a výhrůžkami, a obrátili se na OSN. Nakonec byla tibetská otázka zařazena na pořad jednání čtrnáctého zasedání Spojených národů.
Čína téhož roku zrušila tibetské poddanství a otrokářství, zastánci obsazení Tibetu Čínou také uvádějí, že čínská nadvláda přinesla tibeťanům důležité reformy a pokrok. Je ovšem nutné také uvést, že v období 1959–69 docházelo k masovému usmrcování obyvatelstva a systematické destrukci buddhistické víry. Nejhorším obdobím čínské perzekuce bylo řádění Rudých gard v letech 1966–69 v rámci Mao Ce-tungovy celočínské kampaně za upevnění socialistického systému, tzv. kulturní revoluce. V jejím průběhu byly terorizovány a usmrceny tisíce Tibeťanů a zničeny tisíce tibetských chrámů a klášterů. Podle údajů tibetské exilové vlády v přímém důsledku čínské okupace zahynulo přibližně 1,2 milionů Tibeťanů z původního počtu přibližně 6 milionů. Především na základě tohoto období je Čína mnoha subjekty mezinárodního práva obviňována ze spáchání zločinu genocidia. Podle mnoha subjektů mezinárodního práva došlo k pokusu o zničení Tibeťanů jako náboženské skupiny a ve smyslu Úmluvy o genocidě ke spáchání zločinu genocidia. I Encyklopedie mezinárodního práva veřejného uvádí, že „naprostá váha důkazů ukazuje na fakt, že čínské vedení systematicky provádí politiku směřující ne k ochraně náboženství a k existenci systému v Tibetu, nýbrž k jeho vymýcení.“ Mezinárodní společenství reagovalo vydáváním četných rezolucí a vyjádření, ve kterých neustále vybízelo Čínu k zastavení jejích praktik. Například Mezinárodní komise právníků ve své zprávě z roku 1960 zkritizovala Čínu za „lehkomyslné zabíjení Tibeťanů“ a vyjádřila nesouhlas se závazky vyplývajícími ze Sedmnáctibodové dohody. Dále zde uznala, že se Čína dopouští systematického porušování lidských práv v Tibetu, včetně projevů genocidy. Ještě v roce 1959 a poté v letech 1961 a 1965 byly vydány Valným shromážděním OSN rezoluce, jež vyzývaly Čínu k zastavení praktik, které zbavují tibetský národ jejich základních práv a svobod. V roce 1959 Valné shromáždění OSN schválilo rezoluci o Tibetu, požadující „respektování základních lidských práv tibetského lidu a jeho odlišného kulturního a náboženského života.“ V roce 1961 Valné shromáždění OSN schválilo druhou rezoluci o Tibetu, v níž uznalo právo tibetského lidu na sebeurčení. Ve třetí rezoluci o Tibetu z roku 1965 Valné shromáždění OSN opakovaně „žádalo skončení všech praktik, jež porušují lidská práva tibetského lidu a jeho základní svobody, které vždy požíval.“ Jiné zdroje uvádějí, že během čínského tzv. Velkého skoku zemřelo 200 tisíc až 1 milion Tibeťanů, přibližně 6000 klášterů bylo zničeno během kulturní revoluce. Od skončení kulturní revoluce v roce 1969 a od smrti Mao Ce-tunga v roce 1976 se situace zlepšila. V Tibetu, i v Číně, došlo k postupné liberalizaci náboženství a skončila etapa masového zabíjení a ničení. Z porušování základních lidských práv a svobod a ze stále probíhající politiky asimilace je však Čína obviňována dosud.